# Sân bay Nicolaus Copernicus
Sân bay Copernicus Wrocław (tiếng Ba Lan: Port Lotniczy Wrocław im. Mikołaja Kopernika) (IATA: WRO, ICAO: EPWR) là một sân bay quốc tế ở Wrocław tây nam Ba Lan. Sân bay này có cự ly 10 km về phía tây nam trung tâm thành phố. Sân bay có một đường băng, một nhà ga hành khách (với hai sảnh nội địa và quốc tế riêng) cùng một nhà ga hàng hóa.
Sân bay này được xây năm 1938 phục vụ cho quân sự Đức trước thế chiến II. Sân bay này đã bị quân đội Liên Xô sử dụng trong thời gian ngắn sau thế chiến II trước khi được sử dụng cho hàng không dân dụng năm 1945. Các tuyến bay nối với Warszawa, Łódź, Poznań và Katowice. Đến năm 1992 thì có thêm các tuyến bay Krakow, Rzeszów, Gdańsk, Szczecin và Koszalin.
'Port Lotniczy Wrocław S. A.' đã được lập thành một công ty tháng 1 năm 1992 và tài sản được chuyển từ Cục sân bay của nhà nước cho công ty này tháng 1 năm 1993.
Tuyến bay quốc tế đầu tiên vào tháng 1 năm 1993, nối thành phố Frankfurt, Đức. Những năm gần đây, sân bay đã được nâng cấp đáng kể. Một nhà ga đi quốc tế đã được khai trương tháng 5 năm 1997 sau đó là một nhà gia nội địa tháng 11 năm 1998. một nhà ga hàng hóa, sản đến quốc tế và hệ thống khí tượng đã được hoàn thành 1999; một trạm cứu hỏa và mở rộng bãi đỗ máy bay hoàn thành trong năm 2000; tháp kiểm soát không lưu và khu vực miễn thuế đã được hoàn thành trong năm 2001.
Ngày 6 tháng 12 năm 2005, sân bay đã được đặt tên theo Nicolaus Copernicus (trong tiếng Ba Lan: Mikołaj Kopernik). Việc mở rộng nhà ga đã được hoàn thành và khai trương cùng ngày đổi tên, nâng công suất thiết kế lên 750.000 lượt khách mỗi năm. Trong 9 tháng đầu năm 2007, sân bay này đã phục vụ 972.505 lượt khách.
Sân bay này đang được nâng cấp để đạt công suất tối đa 7 triệu lượt khách mỗi năm, đường băng được kéo dài lên 3000 mét, bổ sung các trang thiết bị, mở rộng các khu vực khác. Giai đoạn 1 hoàn thành năm 2010, lúc đó công suất sân bay này đạt 2 triệu lượt khách mỗi năm.

## Các hãng hàng không và tuyến bay
| Hãng hàng không                                    | Các điểm đến |
| -------------------------------------------------- | --- |
| AMC Airlines                                       | Cairo |
| Cimber Air                                         | Copenhagen |
| Jet Air                                            | Gdańsk [Bắt đầu từ ngày 6 tháng 5] |
| LOT Polish Airlines                                | (Warsaw) |
| LOT Polish Airlines cung ứng bởi EuroLOT           | Frankfurt, München, Warsaw |
| Lufthansa Regional cung ứng bởi Air Dolomiti       | München |
| Lufthansa Regional cung ứng bởi Augsburg Airways   | München |
| Lufthansa Regional cung ứng bởi Lufthansa CityLine | Frankfurt |
| Lufthansa Regional cung ứng bởi Eurowings          | Düsseldorf |
| Norwegian Air Shuttle                              | Oslo |
| Nouvelair (Monastir)                               | thuê bao |
| Ryanair                                            | Alicante [bắt đầu từ ngày 4/6], Barcelona-Girona, Bristol, Brussels-Charleroi, Dublin, Dusseldorf-Weeze, East Midlands, Edinburgh, Frankfurt-Hahn, Glasgow-Prestwick, Liverpool, London-Stansted, Shannon, Stockholm-Skavsta |
| Wizz Air                                           | London-Luton |